# Amor fati

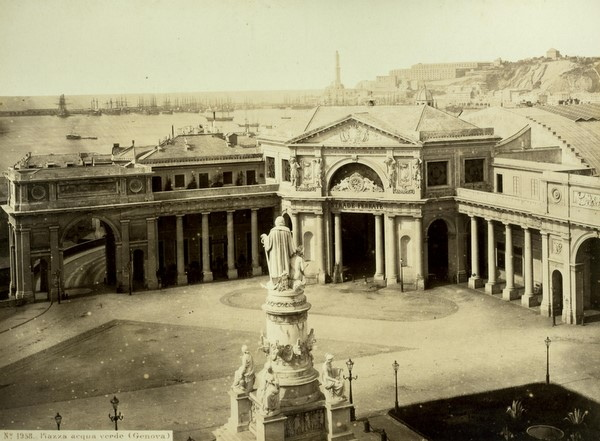
Die italienische Stadt Genua (Acquaverde Platz), wo Nietzsche 1876 zum ersten Mal das Meer sah. Dieser erste Fund auf der hoffnungslosen Suche nach dem richtigen Ort wurde ihm einige Jahre zur „liebsten Stadt der Erde“. Foto von Giorgio Sommer (1834–1914)

Amor fati (lateinisch für „Liebe zum Schicksal“) ist eine vom deutschen Philosophen Friedrich Nietzsche geprägte Maxime, durch die er den Zustand der höchstmöglichen Lebensbejahung für den Menschen greifbar machen will.

## Begriffsgeschichte
Diese lateinische Devise wurde nicht, wie oft angegeben, im Altertum von den Stoikern, sondern erst im Januar 1882 in Genua von Nietzsche selbst im vierten Buch der Fröhlichen Wissenschaft geprägt. Er sah sich zwar selbst als den „letzten Stoiker“ an, glaubte aber nicht an die „Weltvernunft“ und wollte die Empfindlichkeit auch nicht betäuben, im Gegenteil. Der Ausdruck des „amor fati“ enthält eher einen polemischen Anklang an Spinozas „Amor intellectualis Dei“ (intellektuelle Liebe zu Gott) und bedeutet ein heidnisches Ja zur Welt im Ganzen, mit dem Wissen, dass in der Zeit des Nihilismus „Gott tot ist“. Nietzsche prophezeite eine europäische Wertkrise, durch welche sich die Selbstüberwindung des Nihilismus von „Willen zum Nichts“ zum Wollen der ewigen Wiederkehr umkehren sollte, und zwar umgewandelt zu einer dionysischen Bejahung der „Fatalität alles dessen, was war und was sein wird“. In dieser tragisch-heroischen Haltung war bereits vorgebildet, was er später „Pessimismus der Stärke“ und „amor fati“ nannte.

## Moralische Bedeutung
Nietzsches „Wunsch“ ist zunächst nur die „Reduktion der Moral auf Ästhetik“: „Lernen wir die Dinge schön sehen und uns immer dabei wohlfühlen: so werden wir die Dinge schön machen“. In der sogenannten „Reinschrift“ ergänzt er diesen Vorsatz: Er will nun die Dinge als schön und „nothwendig“ sehen. In der Aufzeichnung, in der der Begriff des amor fati im Herbst 1881 zum ersten Mal auftaucht, geht es auch um die Verschönerung des Nötigen, um die Liebe zum Notwendigen:

„Zuerst das Nöthige — und dies so schön und vollkommen als du kannst!, 'Liebe das, was nothwendig ist' - amor fati dies wäre meine Moral, thue ihm alles Gute an und hebe es über seine schreckliche Herkunft hinauf zu dir.“

„Amor fati“ ist somit die ethisch-ästhetische Erscheinungsform eines Fatalismus, der zur Überwindung des Nihilismus dienen soll. In der Fröhlichen Wissenschaft erweist sich dann der „amor fati“ als die antinihilistische Formel zur Bezeichnung des „höchsten Zustands, den ein Philosoph erreichen kann: dionysisch zum Dasein stehen“: 

„Amor fati: das sei von nun an meine Liebe! Ich will keinen Krieg gegen das Hässliche führen. Ich will nicht anklagen, ich will nicht einmal die Ankläger anklagen. Wegsehen sei meine einzige Verneinung! Und, Alles in Allem und Großen: ich will irgendwann einmal nur noch ein Ja-sagender sein!“

Damit verwirft Nietzsche den romantischen Pessimismus, wie er in der Willensphilosophie Schopenhauers und in der Musik Wagners seine ausdrucksvollste Form gefunden hätte, als „das letzte große Ereignis im Schicksal unserer Cultur“ und benennt den Pessimismus der Zukunft als den „dionysischen Pessimismus“. Dieser enthält auch „das Verlangen nach Zerstörung, Wechsel und Werden“, aber als „Ausdruck der übervollen, zukunftsschwangeren Kraft“ und der Wille zum Verewigen komme er „aus Dankbarkeit und Liebe“. In dem Nachlassfragment vom Herbst 1887: „Mein neuer Weg zum ‚Ja'“ überschrieben, verschränkt Nietzsche den Topos des Dionysischen mit dem des Amor fati.
In Ecce homo radikalisiert der späte Nietzsche noch einmal seine Formel des „[a]mor fati“, wenn er es sogar als die „Grösse am Menschen“ ausmacht, dass er seine „physiologische Contiguität“, seine leibliche Zufälligkeit, in dem natürlichen Weltzusammenhang bejahend anerkennt:

„Meine Formel für die Grösse am Menschen: Das Nothwendige nicht bloss ertragen, noch weniger verhehlen sondern es lieben.“

## Interpretationen
Bei den sogenannten konservativen Revolutionären um Ernst Niekisch und Ernst Jünger wurde Nietzsches „amor fati“ wortreich beschworen. Unter diesem Banner wollte Jünger vor allem das Schicksal der Moderne bejahen, ihre Technik, ihre Gewalt, ihre gesellschaftlichen Umbrüche. Der Philosoph Martin Heidegger sagte 1937 zu „amor fati — die Liebe zur Notwendigkeit“:

„Allein dieses Wort spricht nur dann Nietzsches metaphysische Grundstellung aus, wenn wir die beiden Worte amor und fatum und vor allem ihren Zusammenschluß aus Nietzsches eigenstem Denken verstehen und nicht beliebige landläufige hineinmischen. Amor — die Liebe, nicht als eine Sentimentalität, sondern metaphysisch als Wille, der Wille, der will, daß das Geliebte in seinem Wesen sei, was es ist. Der höchste und weiteste und entschiedenste Wille dieser Art ist der Wille als Verklärung, der das in seinem Wesen Gewollte in die höchsten Möglichkeiten seines Seins hinaus- und hinaufstellt. Amor fati ist der verklärende Wille zur Zugehörigkeit zum Seiendsten des Seienden. Das fatum ist wüst und wirr und niederschlagend für den, der nur dabeisteht und sich davon befallen läßt. Das fatum aber ist erhaben und die höchste Lust für den, der weiß und begreift, daß er, als Schaffender, und d. h. immer als Entschiedener, dazugehört. Dieses Wissen aber ist nichts anderes als das Wissen, das in jener Liebe notwendig mitschwingt.“

Karl Jaspers kommentierte:

„Wenn Nietzsche in seiner Lehre die ‚Vollendung des Fatalismus‘ (13, 75) sieht, so ist dieser also keineswegs der Zwang, wie er in der Kategorie der Notwendigkeit als Naturgesetz oder als irgendeine erkennbare Ordnung gedacht wird.“ Das Fatum entziehe sich nicht nur aller bestimmten Denkbarkeit, sondern werde im Ausgesagtsein selbst widersprüchlich: „Höchster Fatalismus doch identisch mit dem Zufalle und dem Schöpferischen.“

In Nietzsches Lehre vom amor fati geschehe, Walter Schulz zufolge, die Vermittlung von Subjekt und Welt. Das Jasagen zum Verhängnis sei ein durch und durch paradoxer Begriff. Er besage, dass der Mensch sich selbst seiner Freiheit begebe, weil er schon immer durch den sinnlosen Preis von ihr losgesprochen sei.
Babette Babich bezeichnet die Verbindung von Wissenschaft (Notwendigkeit) und Kunst (Kreativität) als „die Kunst des Lebens, die tiefste Errungenschaft von Nietzsches fröhlicher Wissenschaft“, so wie er es nach dem lyrischen Vorspann über den Sanctus Januaris im einleitenden Aphorismus (276) als „seinen Wunsch und liebsten Gedanken“ ausspricht.